# Vincent Siew

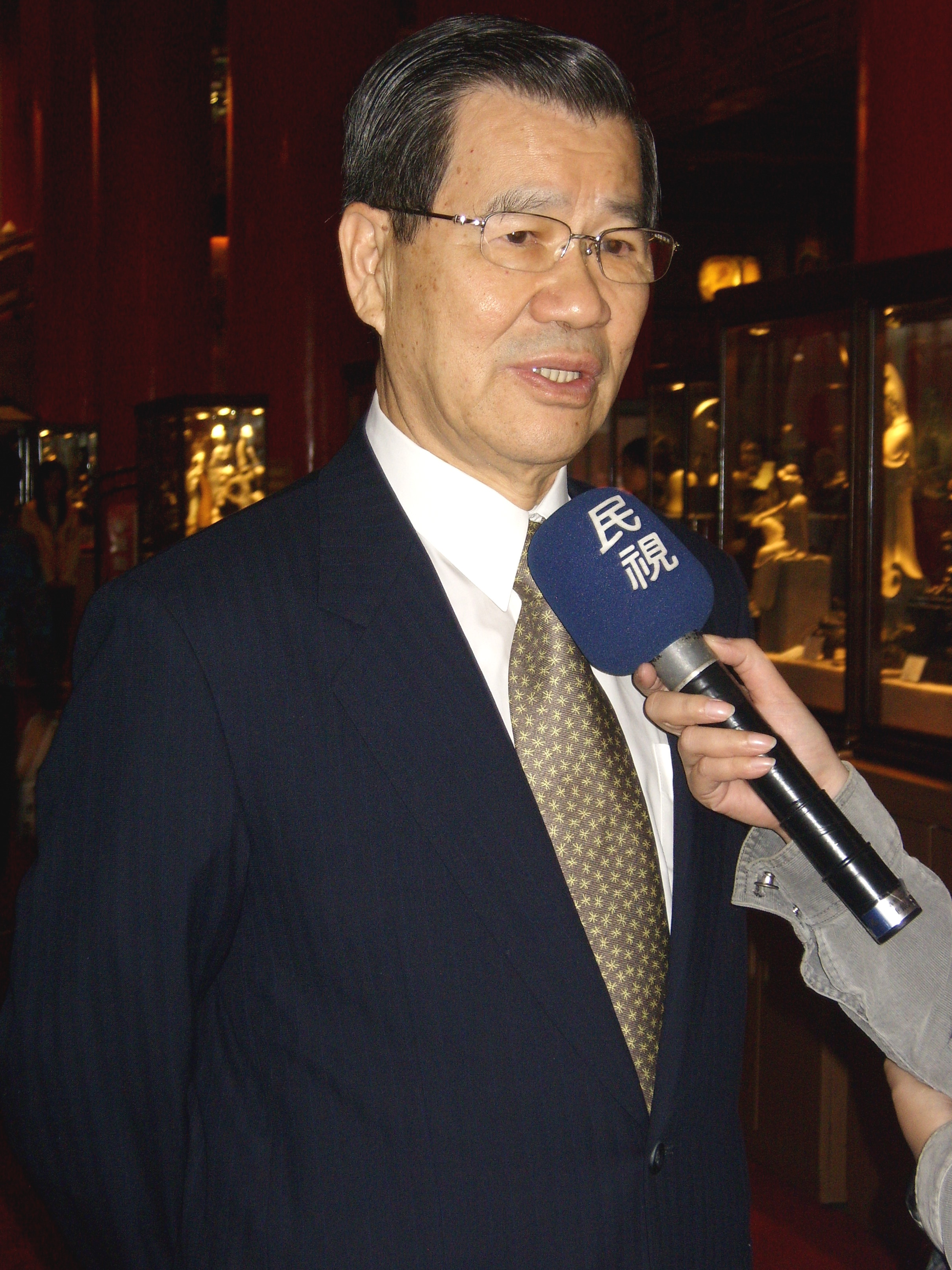
Vincent Siew

Vincent C. Siew (chinesisch 蕭萬長 / 萧万长, Pinyin Xiāo Wàncháng, W.-G. Hsiao Wan-chang; * 3. Januar 1939 in Chiayi) ist ein Politiker der Kuomintang in der Republik China auf Taiwan. Er war von 2008 bis 2012 Vizepräsident der Republik China.

## Biographie
Geboren in Chiayi graduierte Siew 1961 am „Institut für Diplomatie“ der Chengchi-Nationaluniversität und erhielt 1965 seinen Master im „Graduate Institute of International Law and Diplomacy“.
Von 1966 bis 1972 arbeitete er im Konsulat der Republik China in Kuala Lumpur, 1988 wurde er in das Zentralkomitee der Kuomintang berufen. Drei Jahre später wurde er Wirtschaftsminister und bekleidete dieses Amt bis 1993. Er vertrat den damaligen Präsidenten Lee Teng-hui 1993 und 1994 in der APEC. 1996 wurde er in den Legislativ-Yuan gewählt, von 1997 bis 2000 war er Premierminister. Er war der erste auf Taiwan geborene Premierminister der Republik China.
Von 2000 bis 2005 war Siew stellvertretender Vorsitzender der Kuomintang, am 20. Mai 2008 wurde er Vizepräsident unter dem bei der Präsidentenwahl 2008 gewählten Präsidenten Ma Ying-Jeou.
Siew ist mit Susan Chu (朱俶賢,  Zhū Shúxián) verheiratet und hat mit ihr drei Töchter: Rú-tíng (蕭如婷), Rú-fēn (蕭如芬) und Zhì-yòu (蕭至佑).
Siews permanentes Lächeln hat ihm den Spitznamen „Lächelnder Siew“ (微笑老蕭 / 微笑老萧,  Wēixiào Lǎo Xiāo, englisch Smiling Siew) eingebracht.